# Liberalna partija
Liberalna partija var ett liberalt parti i Makedonien, bildat 1990 av Stojan Andov.
Andov fungerade som partiledare fram till dess att man, i april 1997, gick ihop med det Demokratiska partiet och bildade Liberaldemokraterna, vars styrelseordförande han blev.
Andov och flera av hans anhängare blev dock missnöjda med det nya partiets utveckling och beslutade 1999 att återupprätta det liberala partiet.